# Titularbistum Trisipa
Trisipa ist ein Titularbistum der römisch-katholischen Kirche.
Es geht zurück auf einen untergegangenen Bischofssitz in der gleichnamigen antiken Stadt, die in der römischen Provinz Africa proconsularis (heute nördliches Tunesien) lag. Der Bischofssitz war der Kirchenprovinz Karthago zugeordnet.
| Titularbischöfe von Trisipa |                           |                                              |                  |                    |
| Nr.                         | Name                      | Amt                                          | von              | bis                |
| 1                           | István Breyer             | Weihbischof in Esztergom (Ungarn)            | 5. April 1929    | 13. Dezember 1933  |
| 2                           | Joannes Walter Panis MSC  | Apostolischer Vikar von Manado (Indonesien)  | 1. Februar 1934  | 23. Juni 1952      |
| 3                           | Adrianus Djajasepoetra SJ | Apostolischer Vikar von Jakarta (Indonesien) | 18. Februar 1953 | 3. Januar 1961     |
| 4                           | Michael Joseph Green      | Weihbischof in Lansing (USA)                 | 22. Juni 1962    | 11. März 1967      |
| 5                           | William Michael Cosgrove  | Weihbischof in Cleveland (USA)               | 12. Juni 1968    | 30. August 1976    |
| 6                           | Raymundo Joseph Peña      | Weihbischof in San Antonio (USA)             | 16. Oktober 1976 | 29. April 1980     |
| 7                           | Gérard Tremblay PSS       | Weihbischof in Montréal (Kanada)             | 20. März 1981    | 28. September 2019 |
| 8                           | Mauricio Alberto Landra   | Weihbischof in Mercedes-Luján (Argentinien)  | 9. August 2023   |                    |